# Pont Pierre-Bérégovoy
Le pont Pierre-Bérégovoy est un pont autoroutier de 420 mètres de longueur permettant à l'autoroute française A77 de franchir la Loire au niveau du contournement de Nevers, plus précisément entre les communes de Saint-Éloi et de Sermoise-sur-Loire, dans le département de la Nièvre en France.

## Histoire
Le pont fut nommé en hommage à Pierre Bérégovoy (1925-1993), ancien Premier ministre français, personnalité importante de Nevers.